# 水谷忠厚

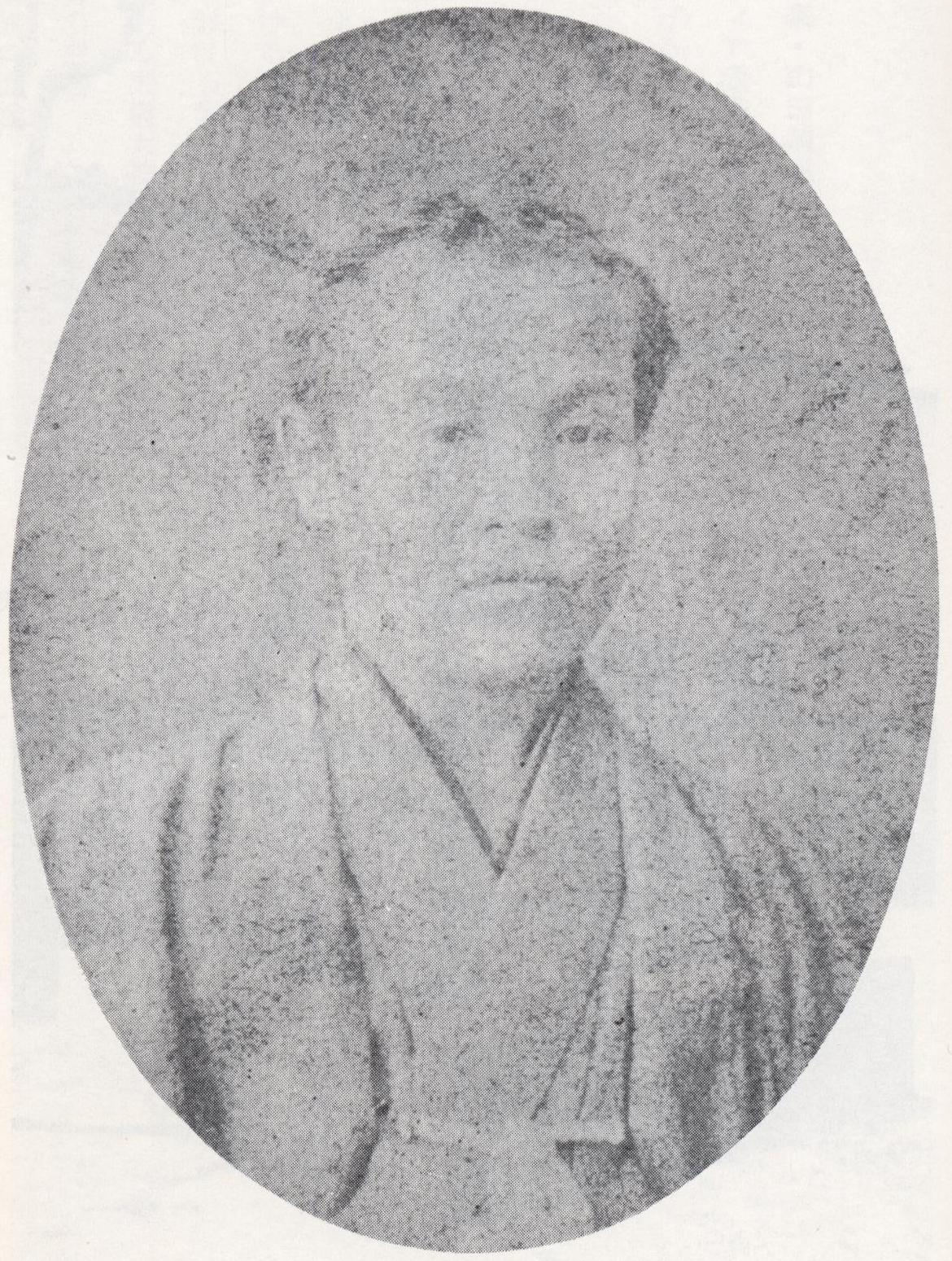
天爵大神水谷忠厚（1841-1892）

水谷 忠厚（みずたに ただあつ、1841年 8月23日（天保12年7月7日）- 1892年（明治25年）4月5日）は、日本の道路技術者。天爵大神と号し、主に愛知県と福井県で様々な道路改修を指揮した。私費による道路工事を史上最大規模で行った人物である。

## 生涯
150石取りの尾張藩士水谷伝左衛門の子として生まれる。尾張藩校明倫堂で学び、数年で下級生に句読を授けるまでになった。藩命で東海地方や京都で活躍するが廃藩置県で失職。製麺業を起業したが失敗し炭や陶器を運搬する労働者となった。
1880年（明治13年）5月に突如現在の愛知県瀬戸市にある今坂（こんざか）を独力で改修しはじめた。その工事の途中、明治天皇の甲州・東山道巡幸に随行した内務卿の山田顕義と出会い、その後有栖川宮熾仁親王や東本願寺第二十一代法主の大谷光勝の支援を得るきっかけになったほか、晩年まで東京での活動拠点として山田の邸宅を利用することになった。
今坂の改修以降、矢田川橋（矢田川 (愛知県)）の架橋や福井県各所で道路改修を進めるが、その大半が寄付を集めての私費での工事である。水谷は初めは「天爵大臣」、続いて「天爵大神」の号を名乗り、工事現場に親王をはじめとする有力者揮毫の幟を掲げて現場の士気を鼓舞した。
1889年 （明治22年）の春に療養のため現在の愛知県一宮市に滞在し、そこでも道路改修を行ったが、その後は道路工事に携わった記録はない。1890年 （明治23年）末から翌年にかけて東京の山田顕義邸に滞在し、孤児院開設のため奔走したが実現しなかった。
1892年（明治25年）名古屋市小川町の自宅で死去。政秀寺に埋葬された。墓は現在平和公園墓地に移転されている。その後1917年（大正6年）に愛知県一宮市に天爵大神の碑が建てられ現存している。

## 主な工事実績
- 今坂の改修（愛知県瀬戸市、明治13年） - 当時の瀬戸村と赤津村との境にあった坂。名古屋から荷物を運搬する際の交通の障害であった。
- 矢田川橋の架橋（愛知県名古屋市、明治17年） - それまでの潜水橋に替えて木造橋を架け、大正4年まで使われた[3]。
- 坂東嵭崎の改修（福井県勝山市、明治20年） - 勝山市と永平寺町の境。現在の福井県道17号線の旧道部分[4]。
- 永平寺道の改修（福井県永平寺町、明治21年） - 現在の県道165号線の越坂峠を約8メートル切り下げた。
- 吉崎道の改修（福井県あわら市、明治21年） - あわら市細呂木とあわら市吉崎を結ぶ道路。現在も未舗装。途中の鴫谷坂を約8メートル切り下げ、「鴫谷坂の切通し」と呼ばれている。
- 梅浦道の改修（福井県福井市、明治21年） - 現在の福井県道3号線に沿って、上天下坂尻の切り下げ、大森岩坂の切り下げ、山内・四ツ合間の路線付け替え、上糸生での改修を指揮した[5]。

## 略年表
- 1841年（天保12年）尾張藩士水谷伝左衛門の子として生まれる。
- 1861年（慶應4年）朝廷への帰順を説き旧旗本の知行地を取り締まるため遠江と駿河へ派遣される。
- 1869年（明治2年）尾張藩の政務で京都に在勤する。
- 1880年 （明治13年）今坂の改修
- 1881年 （明治14年）矢作川東岸道路の改修
- 1884年 （明治17年）矢田川橋の架橋
- 1885年 （明治18年）愛知県令国貞廉平の追善大法会を水谷が発起して執行する。
- 1887年 （明治20年）坂東嵭崎の改修
- 1888年 （明治21年）吉崎道、大森岩坂、上天下坂尻、杉谷坂、山内・四ツ合間、熊坂道、織田道、松岡道、金津・細呂木間、吉崎浦・芦原間、永平寺道、山奥口道、風巻八段坂、穏亡岩坂、笏谷坂、芦原新道の改修
- 1889年 （明治22年）おくり道、検見道、お鍬道、甚目寺道、一宮人形道、浅井宮田街道（全て愛知県一宮市）の改修
- 1890年 （明治23年）孤児院建設のために帝国議会議員600人と会見し、書画等の寄付を請う。
- 1892年 （明治25年）名古屋市小川町にて病死

## 家族・親族
- 父 水谷伝左衛門（150石取りの尾張藩士）
- 兄 水谷太郎（初め水谷家を継ぐも、後に100石取りに減らされている）
- 妻 水谷てい（熊沢氏の出身）
- 長男 水谷剣一郎
- 二男 水谷弟次郎
- 三男 水谷弟三郎[6]
- 四男 水谷弟四郎
- 五男 水谷治厚
- 長女 水谷花子
- 二女 （名不詳）

## 参考図書
- 林淳 『天爵大神福井をゆく―元尾張藩士水谷忠厚の道路開鑿―』 勝山城博物館 2015年
- 林淳 『天爵大神福井をゆく―元尾張藩士水谷忠厚の道路開鑿―』《補遺編1》 勝山城博物館 2015年
- 水谷盛光 『天爵大神・水谷忠厚の足跡』 名古屋市教育委員会 1984年